# جادوی بزرگ‌تر و کوچک‌تر

از چپ به راست کارلا لاوی، داین هگارتی و انتان لاوی در حال برگزاری آیین جادویی در خانه سیاه مقر اصلی کلیسای شیطان در دهه ۱۹۶۰ میلادی

جادوی بزرگ‌تر و کوچک‌تر (به انگلیسی: Greater and lesser magic)، جادوی بالا و پایین (به انگلیسی: High and low magic) یا سحر و جادوهای شیطانی (به انگلیسی: Satanic magic) در شیطان‌گرایی لاویایی، گروهی از باورهای جادویی هستند که برای استفاده در مراسم شیطان‌گرایی، برگزیده شده‌اند. جادوی بزرگ، برای دستکاری سایکولوژیک بخش تطهیر است که تمرکز احساسات فرد به یک هدف خاص را ممکن می‌سازد؛ و جادوی کوچک برای دستکاری سایکولوژیک وضعیت فرد، به وسیله روان‌شناسی کاربردی یا حیله و ترفند است تا وضعیت او به‌سود خواسته‌اش، تغییر کند.

## تعریف
انتان لاوی در انجیل شیطانی (کتاب مقدس شیطان‌گرایان)، جادو را چنین تعریف کرد: «تغییر در شرایط یا رویدادها مطابق با خواسته فرد، که با استفاده از روشهای معمول و پذیرفته شده، تغییرناپذیر خواهد بود.» این تعریف شامل دو نوع جادوی کاملاً متمایز است: بزرگ و کوچک. به گفته لاوی، یکی از اهداف جادوی آیینی «جدا کردن آدرنالین و دیگر انرژی‌های ناشی از احساسات و تبدیل آن به یک نیروی پویا و قابل انتقال» است. لاوی جادوی کوچک را چنین تعریف کرد: «ترفند به دست آمده از طریق دستگاه‌های مختلف و موقعیت‌های ساختگی، که اگر استفاده شود، می‌تواند مطابق با اراده فرد تغییر ایجاد کند.» در این سیستم جادوئی، اصطلاحات گنگ جنگی و جادوگر بیشتر به ترتیب توسط جادوگران زن و مرد به کار می‌رود.
لاوی از این عقیده حمایت می‌کرد که واقعیت عینی جادو وجود دارد و آن متکی به نیروهای طبیعی است که هنوز توسط علم کشف نشده‌اند. لاوی به جای توصیف این موارد به عنوان موارد فراطبیعی، این دیدگاه را بیان کرد که آنها بخشی از جهان طبیعی هستند. او معتقد بود که استفاده موفقیت‌آمیز از جادو بستگی به دقت جادوگر دارد که این نیروهای طبیعی را با استفاده از نیروی اراده خود دستکاری می‌کند. لاوی همچنین در مورد «عامل تعادل» نوشت و تأکید کرد که هر هدف جادویی باید واقع بینانه باشد. لاوی هرگونه تقسیم بین جادوی سیاه و جادوی سفید را رد کرده و نسبت دادن این دوگانگی جادو را صرفاً «ریا و خودفریبی خودکامه» کسانی که خود را «جادوگران سفید» می‌نامیدند، می‌دانست. نگاه بی‌طرفانه لاوی نسبت به جادو (یا به عبارتی جادوی خنثی) با دیدگاه فلسفی لاوی در مورد جهان و همچنین اخلاقیات ارتباط داشت.

ظاهراً جادوی سفید فقط برای اهداف خوب یا غیرخودخواهانه مورد استفاده قرار می‌گیرد و جادوی سیاه فقط به دلایل خودخواهانه یا «شیطانی». شیطان‌گرایی لاویایی به این تقسیم‌بندی میان جادو اعتقادی ندارد. سحر و جادو، جادو است، چه برای کمک به دیگران استفاده شود، چه علیه دیگران. شیطان‌گرای جادوگر، باید توانایی تصمیم‌گیری درست را داشته باشد و سپس از قدرت جادو برای رسیدن به اهداف خود استفاده کند.

انتان لاوی
لاوی دلایل خود را برای نوشتن انجیل شیطانی در یک مقدمه کوتاه توضیح داد. او با شک و تردید در مورد نوشته‌های نویسندگان دیگر دربارهٔ موضوع جادو صحبت می‌کرد، آنها را رد کرده و «چیزی بیش از کلاهبرداری مقدس» و «حجم زیاد اطلاعات غلط و پیشگویی دروغین» نمی‌دانست. او شکایت داشت از اینکه نویسندگان دیگر کاری بیش از این ندارند که موضوع را اشتباه بگیرند. او کسانی را که مبالغ هنگفتی صرف تلاش برای پیروی از تشریفات و کسب اطلاعات در مورد جادوی مشترک در سایر کتابهای علم‌غیبی می‌کردند، مسخره می‌کرد. وی همچنین یادآوری می‌کرد که بسیاری از متون پیرامون جادو و ایدئولوژی شیطانی، توسط نویسندگان راه راست ایجاد شده‌اند. او می‌گفت که انجیل شیطانی هم شامل حقیقت و هم خیال است و اعلام کرد: «آنچه می‌بینید ممکن است همیشه مورد پسند شما واقع نشود، اما خواهید دید!» بسیاری از ایده‌های لاوی دربارهٔ سحر، جادو و مراسم شیطانی در کتاب انجیل شیطانی خلاصه شده‌است. لاوی توضیح می‌دهد که برخی از آداب و رسوم به سادگی روانشناسی یا علم کاربردی هستند، هرچند دارای بخش‌هایی هستند که هیچ پایه و اساس علمی ندارند. لاوی به‌طور دقیق‌تر آداب و رسوم شیطانی را در کتاب دومش و در سال ۱۹۷۲ منتشر کرده‌است. فصل سوم از انجیل شیطانی (فصل بلیال) شامل توصیف آداب سحر و جادو است. به گفته جاشوا گان، این کتاب‌ها برگرفته از کتاب‌های جادوی مراسمی، مانند جادو:نظریه ابتدایی از کراولی است.

## جادوی بزرگ
جادوی بزرگتر، آیینی است که برای تمرکز انرژی عاطفی فرد برای هدفی خاص انجام می‌شود. این آیین‌ها بر اساس سه مضمون عمده روانشناختی بنا شده‌است، که شامل عشق، نفرت و شهوت است. این آداب و رسوم غالباً اعمال جادویی در نظر گرفته می‌شوند. شیطان‌گرایی لاویایی، جادوگری را برای کمک به اهداف شخصی تشویق می‌کند. مراسم شیطانی بیشتر برای این طراحی شده‌است که شخص به تنهایی انجام دهد، زیرا تمرکز به عنوان کلیدی در انجام اعمال جادویی دیده می‌شود. از این مراسم به عنوان «اتاق فشرده سازی فکری» یاد می‌شود، جایی که بدبینی و ناباوری عمداً فراموش می‌شود و به جادوگران (افرادی که مراسم را شخصی برگزار می‌کنند) اجازه می‌دهد تا نیازهای ذهنی و عاطفی خود را کاملاً بیان کنند و هیچ چیز در مورد عمیق‌ترین احساسات و خواسته‌هایشان را نگه ندارند. لاوی کلیدهای اصلی تشریفات موفق را این موارد می‌دانست: میل، زمان‌بندی، تصویربرداری، جهت دهی و «عامل تعادل» (آگاهی از محدودیت‌های خود). آداب و رسوم شیطان‌گرایان لاویایی، گاهی شامل کفرهای ضد مسیحی است که هدف آنها بیشتر کردن تأثیر آزادسازی بر شرکت کنندگان است. در بخشی از مراسم، یک زن برهنه یا نیمه برهنه به عنوان محراب قرار می‌گیرد. در این موارد صریحاً گفته می‌شود که به‌جای اینکه آن زن به سادگی روی محراب موجود بخوابد، خودش محراب می‌شود. در آیین شیطان‌گرایان لاویایی، نمی‌توان خود را از نظر جنسی به دیگری عرضه کرد. در این آیین قربانی کردن حیوان یا انسان ممنوع است. حضور در این آیین‌ها برای کودکان ممنوع است و تنها غسل تعمید شیطانی مجاز است که فقط در شرایط خاصی برای نوزادان انجام می‌شود.
جزئیات مربوط به مراسم‌های مختلف شیطانی در کتاب بلیال توضیح داده شده‌است و فهرستی از اشیا لازم (مانند لباس، محراب و نماد بافومت) آورده شده‌است. لاوی در کتاب خود، آیین شیطانی، تعدادی از آیین‌ها را توصیف کرد. اینها «اجراهای نمایشی» با دستورالعملهای خاصی هستند که پیرامون لباس پوشیدن، موسیقی مورد استفاده و اقدامات مورد نیاز آنها توضیح داده شده‌است. این توجه به جزئیات در طراحی آیین‌ها از روی عمد صورت می‌گرفت به گونه‌ای که برنامه‌های نمایشی آنها، سعی داشتند حواس و توجه شرکت کنندگان مختلف را درگیر کنند و اراده شرکت کنندگان را برای اهداف جادویی افزایش دهند. لاوی توصیه کرد که شرکت کنندگان مرد باید روپوش سیاه بپوشند، زنان مسن باید سیاه بپوشند و سایر زنان برای تحریک احساسات جنسی مردان باید لباس‌های زیبا بپوشند. به همه شرکت کنندگان گفته می‌شود که از پنتاگرام رو به بالا یا تصویر بافومت در حالت معلق استفاده کنند. طبق دستورالعمل‌های لاوی، باید تصویری از بافومت بر روی محراب قرار گیرد. این باید با شمع‌های مختلف همراه باشد، اما همه آنها باید سیاه باشند. فقط یک شمع باید سفید باشد که در جادوی کوچک استفاده می‌شود و در سمت راست محراب نگهداری می‌شود. سایر وسایل لازم روی محراب شامل این‌ها می‌شود: زنگی که در ابتدا و انتهای مراسم ۹ بار به صدا در می‌آید، یک لیوان ساخته شده از هر چیزی به غیر از طلا، و حاوی یک نوشیدنی الکلی نماد «اکسیر زندگی»، شمشیری که نشان دهنده استحکام است، فالوس مدل به عنوان آسپرژیلوم، یک گونگ و پوست که باید درخواست‌های شیطانی قبل از سوزاندن بر روی آن نوشته شود. اگرچه الکل در آداب و رسوم کلیسای شیطان مصرف می‌شود، اما مستی توصیه نشده و مصرف داروهای غیرقانونی ممنوع است.
بخش آخر انجیل شیطانی بر اهمیت گفتار و احساسات گفتاری در جادوی مؤثر تأکید دارد. برای سه نوع از مراسم‌های شیطانی، «استناد به شیطان» و همچنین سه فراخوان آورده شده‌است. «دعوت به شیطان»، به نیروهای تاریک دستور می‌دهد تا به شرکت کننده قدرت دهند، همچنین در این فراخوان نامهای جهنم را برای استفاده در فراخوان، لیست می‌شود. «فراخوان جلب شهوت» برای جلب توجه دیگران استفاده می‌شود. نسخه‌های مردانه و زنانه فراخوان ارائه شده‌است. «فراخوان بیشتر شدن فریب» به نیروهای تاریک فرمان می‌دهد تا موضوع فراخوانی را از بین ببرند. «فراخوان جلب دلسوزی» خواستار محافظت، سلامتی، قدرت و از بین بردن هر چیزی است که موضوع استناد را از بین می‌برد. باقیمانده بخش، شامل کلیدهای انوکیان است که لاوی، آن را از آثار اصلی دی، اقتباس کرده‌است. لاوی مقدمه‌ای مختصر ارائه می‌دهد که اعتبار آن را برابر با اعتبار کتاب دی می‌داند و کمی از تاریخچه کلیدهای انوکیان و زبان‌شان را توضیح می‌دهد. او می‌گفت ترجمه‌های ارائه شده برای «لکه دار نشدن»، ترجمه‌هایی است که توسط نظم هرمتیک طلوع طلایی در سال ۱۸۰۰ انجام شده‌است، اما دیگران لاوی را متهم می‌کنند که به راحتی ارجاع به مسیحیت با شیطان را تغییر داده‌است.
در طراحی این آیین‌ها، لاوی از منابع مختلف قدیمی استفاده کرد. دانشمند شیطان‌پرستی پرفکسنلد نیز خاطرنشان کرد که: «لاوی برای آیین‌ها، منابع مختلف از جمله تاریخی، ادبی و همچنین باطنی را جمع می‌کرد.» لاوی آشکارا با استفاده از ادبیات و فرهنگ عامه در مراسم‌ها بازی می‌کرد و با وسیله‌ها، نمایش‌های برتر و نمایشی جذاب، آشنا بود.  برای نمونه، او مطالب اصلی‌ای از آیین را منتشر کرد و آن‌ها را «ندای کاتولو» نامید، که در آن از داستانهای خدای بیگانه کاتولو که توسط نویسنده وحشت آمریکایی اچ پی لاوکرفت تألیف شده‌است، استفاده کرد. در این آیین که شب هنگام در یک مکان خلوت و در نزدیکی یک جریان برگزار می‌شود، شخص نقش کاتولو را به عهده می‌گیرد و در حضور شیطان‌گرایان ظاهر می‌شود، سپس از زبان داستانی لاوکرفت، در مورد «گذشته خودشان»، سخن می‌گوید.

## جادوی کوچک
"معنای قدیمی «روانشناسی کاربردی» جادوگری است. مهمترین دارایی‌های یک جادوگر مدرن، توانایی جذابیت وی در استفاده از روانشناسی کاربردی و شیفته کردن مخاطب است (در مراسم شخصی، جادوگر و مخاطب همان شخص هستند). شیفتگی اصطلاحی بود که چشم بد را به کار برد. به عبارت دیگر، جذب کردن نگاه یک فرد، لعن و نفرین کردن او با عبارت چشم بد توسط مردم را به وجود آورد. به همین دلیل، اگر یک زن توانایی شیفتگی مردان را داشت، او یک جادوگر محسوب می‌شد." - انتان لاوی

میچل ماینیهال، "تأثیر جهنمی: نگاه کردن به عنوان فرمولی برای موفقیت شیطان" 
جادوی کوچک که به آن جادوی "روزمره" یا "موقعیتی" نیز گفته می‌شود، عمل دستکاری وضعیت ذهنی فرد به سود او با استفاده از روانشناسی کاربردی است. لاوی نوشت که مفهوم کلیدی در جادوی کوچک، "نگاه کردن" است که می‌تواند با استفاده از عناصر "جنس، احساسات و تعجب" انجام شود. همچنین استفاده از ظاهر، زبان بدن، رایحه‌ها، رنگ، الگوها و بو نیز مؤثر است. لاوی نوشت که اصطلاحات "شیفتگی" و "روانشناسی کاربردی" ریشه در دنیای جادوی "اجباری" دارد. کلمه "شیفتگی" از کلمه لاتین "fascinare" آمده‌است که به معنی "طلسم کردن" است. این سیستم نوعی دستکاری را تشویق می‌کند؛ در این حالت ممکن است تمرین کننده چندین عنصر از ظاهر فیزیکی مخاطب‌ها را (در مراسم جمعی) تغییر دهد تا به آنها در شیفته کردن یا "جادوگری" یک موضوع مورد نظر کمک کند.
لاوی الگویی اصطلاحاً با نام «ساعت سینتی سایزر» را ساخت؛ هدف آن جدا کردن انسان به‌عنوان گروهی متمایز از مردم است که عموماً بر اساس شکل بدن و ویژگی‌های شخصیتی فرد است.. سینتی سایزر به عنوان ساعت و بر اساس مفاهیم سوماتیک، مدل‌سازی شده‌است این ساعت برای کمک به جادوگر برای شناخت خود در نظر گرفته شده‌است و متعاقباً با استفاده از «جذابیت» برای «طلسم کردن» آرزوی جادوگر با تصور نقش مخالف، کمک می‌کند. گفته می‌شود کاربرد موفقیت‌آمیز جادوی کوچک، بسته به درک شخص از مکان خود در ساعت است. با یافتن موقعیت شخص در ساعت، به او توصیه می‌شود که آن را مطابق نظر خود سازگار کند و با هماهنگی عنصر آن برای موفقیت بهتر، نوع خود را کامل کند. لاوی توضیح می‌دهد که برای کنترل فرد، ابتدا باید توجه او را جلب کرد. او سه ویژگی را نام می‌برد که می‌توان به این منظور به کار برد: جذابیت جنسی، احساسات (لطافت یا بی‌گناهی) و شگفتی. او همچنین طرفدار استفاده از رایحه و بو است.
دایرندل، از فنون لاوی به عنوان «اروینگ گافمن با ویلیام مورتنسن ملاقات می‌کند» نام برد. پیترسن، با استفاده از بینش‌هایی از روانشناسی، زیست‌شناسی و جامعه‌شناسی خاطرنشان کرد که جادوی کوچک، ترکیبی از علم غیب و «علوم رد شده دربارهٔ تجزیه و تحلیل بدن و مزاج‌ها» است.

## آیین‌های تشریفاتی
لاوی در فصل بلیال از انجیل شیطانی، در مورد سه نوع مراسم صحبت می‌کند: آیین شهوت که برای تحریک شخص دیگری به کار می‌رود، آیین تخریب برای از بین بردن بدبینی، ناباوری و شک و آیین شفقت برای بهبود سلامتی، هوش و موفقیت. آیین شهوت برای جلب شریک عشقی یا جنسی مورد نظر است و می‌تواند شامل خودارضایی باشد؛ هدف آن اوج لذت جنسی است. آیین تخریب برای آسیب رساندن به مجسمه افراد مورد نظر است و شامل نابودی نمادین یک دشمن از طریق استفاده از مجسمه دشمن است که غالباً شامل یک پیکر سفارشی از قربانی مورد نظر است، سپس از طریق آتش، سر و صدا یا نمایش دیگری نابود می‌شود. آیین ترحم با هدف کمک به مردم (از جمله خود)، برای برانگیختن غم و اندوه طاقت فرسا و گریه، انجام می‌شود.
در کتاب آیین شیطانی، لاوی تمایز بین آیین و مراسم را بیان می‌کند. او می‌نویسد: آیین‌ها «... برای هدف خاصی هدایت می‌شوند که مجری آرزو می‌کند.»، و مراسم‌ها «... مسابقه ادای احترام، بزرگداشت یک واقعه، جنبه زندگی، شخصیت تحسین شده یا اعلام ایمان [...]، این‌ها برای دستیابی به یک مراسم استفاده می‌شوند، درحالی که یک مراسم برای تداوم آن است.» لاوی تأکید کرد که مراسم‌های شیطانی در شیطان‌گرایی لاویایی، به دو صورت بود که هیچ‌کدام عبادت نبودند. در اصطلاح وی، «آیین» برای ایجاد تغییر در نظر گرفته شده بود، درحالی که در «مراسم» یک مناسبت خاص را جشن می‌گرفتند.
غسل تعمید شیطانی، مراسمی است که در شرایط خاص، برای کودک در نظر گرفته شده‌است که در آن به‌عنوان یک مراسم نمادین، تشخیص دهند که کودک به‌عنوان شیطان‌گرا به دنیا آمده‌است. همچنین فقط برای افراد زیر چهار سال انجام می‌شود؛ زیرا لاوی گفت که در این سن، کودک تحت تأثیر ایده‌های «بیگانه» قرار می‌گیرد. تعمید بزرگسالان به منزله اعلامیه «ایمان به این باور» است، جایی که «اشتباهات، ریاکاری و شرم گذشته» به‌طور نمادین کنار گذاشته می‌شود. در سال ۱۹۶۷، لاوی اولین غسل تعمید شیطانی را که در تاریخ ثبت شده بود، برای کوچکترین دختر خود زینا انجام داد که توجه جهانی را به خود جلب کرد و در کلیسای شیطان برگزار شد. لاوی در مورد غسل تعمید شیطانی در کتاب آیین شیطانی نوشته‌است.
در فوریه ۱۹۶۷، لاوی اولین عروسی شیطانی، ازدواج بسیار مورد توجه جودیت کیس و جان ریموند، روزنامه‌نگار را برگزار کرد. کتاب مراسم عروسی شیطانی توسط لاوی نوشته شد، اما هرگز رسماً منتشر نشد. یک مراسم رسمی ازدواج شیطانی را در انجیل شیطانی نوشته بود که در سال ۲۰۰۷ منتشر شد. اولین مراسم تشییع جنازه شیطانی برای ادوارد اولسن، مهندس تعمیرکار نیروی دریایی آمریکا، با وضع مالی خوب و عضو کلیسای شیطان انجام شد. مراسم را لاوی به درخواست همسر اولسن و با محافظ افتخاری کلاه ایمنی کرومی اجرا کرد. مطالبی دربارهٔ مراسم آیین شیطانی برای اولین بار، در انجیل شیطانی نوشته و منتشر شد.

## عشای سیاه
لاوی همچنین مراسمی با نام عشای سیاه (به انگلیسی: Black mass) یا عشای بزرگ (به انگلیسی: High mass) را ایجاد کرد که به‌عنوان نوعی شرط‌بندی برای زندگی دوستانه شخص شرکت کننده (در مراسم)، در جامعه مسیحی بود. وی یادآوری کرد که در ساختن آیین عشای سیاه، از کارهای چارلز بودلر و جوریس-کارل هویزمن استفاده کرده‌است.